# Mesa Democràtica de Balears
La Mesa Democràtica de Balears va ser un organisme unitari clandestí constituït a Palma el març de 1972 pel PCE, Comissions Obreres, Partit Carlí, Organització Comunista d'Espanya-Bandera Roja -OCE-BR-, Partit del Treball d'Espanya -PTE-, Justícia Democràtica i Dones Democràtiques, les dues darreres organitzacions molt properes al PCE. A Eivissa es va fundar l'agost de 1973, formant-la persones a títol individual, ja que no existien a l'illa organitzacions realment estructurades. Ambdues Taules estaven molt influenciades pels comunistes i foren els precedents de les Juntes Democràtiques constituïdes l'any 1974.

## Significació
La Mesa Democràtica va néixer com una proposta a nivell estatal de crear un organisme unitari de l'oposició democràtica al franquisme, radicada a l'interior. Des de la "Guerra Freda" els comunistes havien estat marginats per les altres forces opositores. A excepció de Catalunya, a finals dels anys seixanta el PCE es trobava molt aïllat, però a principis dels setanta, amb la designació de Joan Carles de Borbó com a successor de Franco, les coses es varen poder veure, per la resta de forces d'oposició, de diferent manera. El PCE el 1969 havia fet pública la seva política de "Pacte per la llibertat". El setembre de 1969 es va crear la Comissió Coordinadora de Forces Polítiques de Catalunya. Però a nivell estatal les coses no es concretaven, sobretot pel vet del PSOE i els grups centristes al PCE. Quan el PSOE, amb el nou impuls del sector de l'interior que acabaria triomfant al congrés de Suresnes front als dirigents de l'exili (octubre de 1974), va comprendre que els seus interessos coincidien amb la creació d'instàncies unitàries en les quals hi hagués el PCE, amb la finalitat de no deixar-li en exclusiva el protagonisme dins l'esquerra, la situació va variar. La primera reunió a nivell estatal es va produir el juny de 1971, però aviat els grups de Gil-Robles, Ruiz Giménez i Ridruejo deixaren en via morta el projecte en no interessar-los un front democràtic d'aquest tipus, amb participació del PCE. La Mesa va caure en la letargia, el PCE la va abandonar i finalment va deixar de reunir-se (desembre de 1971).
Va ser en aquest context quan el PCE va optar per "assetjar" Madrid impulsant instàncies unitàries en les diverses regions i nacionalitats de l'estat, des de les quals es pogués obligar les forces centristes i al PSOE a tornar a constituir instàncies unitàries estatals. En el cas de les Balears la Mesa Democràtica era una entitat constituïda amb les organitzacions impulsades i dirigides pel PCE més el Partit Carlí, el Partit del Treball i Bandera Roja, però així i tot va contribuir a fer que l'oposició al franquisme es fes més present socialment.